# Bushwick Bill
Bushwick Bill, nombre artístico de Richard Stephen Shaw (Kingston; 8 de diciembre de 1966 - Colorado, Estados Unidos; 9 de junio de 2019), fue un rapero y productor jamaicano-estadounidense, miembro del grupo texano de hip hop Geto Boys, banda a la que originalmente se unió como bailarín en 1986 con el nombre de Little Billy. Se convirtió en un tercio de la encarnación más conocida del grupo, junto a Willie D y Scarface.

## Primeros años
Su padre era un marino mercante y su madre era una criada. Nació con enanismo y fue catalogado como de 3 pies y 8 pulgadas de alto (1 metro y 12 centímetros).

## Carrera
Se inició en la industria de la música en 1986 como miembro de los Geto Boys, donde actuó como bailarín bajo el nombre de Little Billy. Más tarde pasó a rapear y apareció en el álbum debut de Geto Boys, Making Trouble, en 1988. El álbum recibió poca atención y críticas negativas, lo que llevó a Rap-A-Lot a eliminar a todos los miembros del grupo, excepto a Bill y DJ Ready Red. Poco después, el CEO de Rap-A-Lot, J. Prince, reclutó a Scarface y Willie Dee, dos artistas locales aspirantes de Texas como la segunda encarnación del grupo. La nueva alineación comenzó a grabar en 1988 y su proyecto debut como grupo y segundo en la general para los Geto Boys Grip It! On That Other Level fue lanzado en 1989 para una recepción mucho mejor, siendo considerado un álbum clásico y una de las primeras entradas en el género horror core. Fue en esta época cuando el contenido lírico del grupo comenzó a generar controversia, lo que se multiplicó en 1991 cuando se conoció la portada del tercer álbum del grupo, We Can't Be Stopped, la cual mostraba una imagen gráfica de Bill momentos después de que se disparara durante una discusión con su novia. [8] Sin embargo, el álbum llegó a ser el más exitoso hasta ese momento, y fue certificado como platino en 1992.
Se le puede escuchar en el álbum The Chronic de Dr. Dre; aparece en el video de "Dre Day" como uno de los compañeros raperos de Eazy-E. Su álbum de 1998 No Surrender ... No Retreat fue dedicado a su amigo Gil Epstein, un fiscal del condado de Fort Bend que fue asesinado a tiros en Houston, Texas, en 1996.

## Vida personal
El 19 de junio de 1991, se disparó en el ojo durante una discusión con su novia, perdiendo el ojo derecho en el proceso mientras estaba bajo la influencia del alcohol de grano Everclear y el PCP. Las secuelas del incidente fueron documentadas en la portada del álbum de Geto Boys We Can't Be Stopped, que lo muestra siendo empujado a través del hospital en una camilla por sus compañeros de banda Willie D y Scarface. Shaw afirmaba que "murió y volvió a la vida" durante el incidente, y ha hecho referencia a él en su música. En 2006, se convirtió en un cristiano nacido de nuevo. En mayo de 2010, fue arrestado en Georgia por posesión de marihuana y cocaína. Sobre la base de su historial de arresto anterior se enfrentó a la deportación.

## Muerte
El 1 de mayo de 2019, Shaw reveló que le habían diagnosticado cáncer de páncreas en etapa 4. El 9 de junio de 2019, surgieron informes de que Shaw había muerto, pero las noticias de su muerte fueron refutadas más tarde por su hijo. Sin embargo, posteriormente se informó y confirmó que Shaw murió más tarde ese día en un hospital de Colorado.